# Édgar Osvaldo Barreto Cáceres
Édgar Osvaldo Barreto Cáceres (nascut a Asunción, Paraguai el 15 de juliol del 1984) és un futbolista professional paraguaià que juga de migcampista. És germà del també futbolista Diego Barreto.
Ha destacat al futbol italià a clubs com Reggina Calcio, i Atalanta Bergamo. Barreto, també ha jugat per la selecció de Paraguai des del 2004, participant en els Mundials de 2006 i 2010.